# دولباخ ۶۹۵۶
سیارک ۶۹۵۶ (به انگلیسی: 6956 Holbach، نامگذاری:1988CX3) شش هزار و نهصد و پنجاه و ششمین سیارک کشف شده‌است که در ۱۳ فوریه ۱۹۸۸ کشف شد.
قدر مطلق سیارک برابر ۱۳٫۶۰ است.